# Murat Isik
Murat Isik (İzmir, 11 september 1977) is een Nederlandse schrijver en jurist.

## Biografie
De ouders van Isik zijn geboren in een dorp in het oosten van Turkije, in een alevitische Zaza-gemeenschap. Ze waren dus geen soennitische moslims, zoals het merendeel van de Turken in Nederland. Het dorp werd verwoest door de aardbeving van augustus 1966. De moeder van Isik, Aynur Tarhan (geboren in 1953), was een van de elf kinderen van haar moeder, van wie er drie in leven bleven. Op haar 13e, na de aardbeving, verhuisde zij met haar ouders naar Izmir.
Isik heeft een oudere zus. Kort na Isiks geboorte kwam het gezin naar Nederland, waar hij opgroeide in de Bijlmermeer (Amsterdam). Tijdens Isiks jeugd was zijn vader atheïst en communist. Zijn vader is overleden in september 2015, op zijn vierenzestigste, vijf maanden nadat hij weer in İzmir was gaan wonen.
Isik studeerde rechtsgeleerdheid aan de Universiteit van Amsterdam, waarbij hij in 2001 een half jaar studeerde aan San Francisco State University.
Zijn eerste prijs ontving hij in 2007 voor zijn korte verhaal De purperen citroen; de eerste prijs van de verhalenwedstrijd 'In Geuren en Kleuren' van festival 'Juni Kunstmaand', een initiatief van stadsdeel De Baarsjes in Amsterdam. Dit verhaal is omgewerkt tot een theaterstuk. In 2011 ontving Isik de El Hizjra Literatuurprijs voor het korte verhaal De laatste reis.
In 2012 kwam zijn eerste roman uit, Verloren grond, waarvoor hij de publieksprijs van De Bronzen Uil kreeg. In het boek beschreef de schrijver de familiegeschiedenis van zijn ouders in Oost-Turkije. Zijn tweede roman, Wees onzichtbaar, is gepubliceerd in 2017. Dit verhaal speelt zich af in de Amsterdamse wijk Bijlmermeer, waar Isik is opgegroeid. De hoofdpersoon is Isiks alter ego Metin Mutlu. Deze roman won de NRC Boekenwedstrijd 2017, de Nederlandse Boekhandelsprijs 2018, de Libris Literatuur Prijs 2018 en De Inktaap 2019.
Als deelnemer van een prijsvraag bracht Isik een kort verhaal voor de Maand van het Spannende Boek in 2014, De onaangekondigde dood van mijn vriend.
In de zomer van 2018 schreef Isik vier columns voor de Volkskrant.
In zijn roman In de mist van Golden Gate Park uit 2024 is opnieuw zijn  alter ego Metin Mutlu de hoofdpersoon.

## Persoonlijk
Isik en zijn vriendin, Iris, hebben een dochter en een zoon.

## Publicaties
Daarnaast heeft Isik het nawoord geschreven van het boek Verhalen uit Istanbul van Sait Faik Abasıyanık (2014, uitgeverij Podium, ISBN 978-90-5759-657-5)

## Bestseller 60
| Boeken met noteringen in de Nederlandse Bestseller 60 | Jaar van verschijnen | Datum van binnenkomst | Hoogste positie | Aantal weken | Opmerkingen                                                      |
| ----------------------------------------------------- | -------------------- | --------------------- | --------------- | ------------ | ---------------------------------------------------------------- |
| Wees onzichtbaar                                      | 2017                 | 14-03-2018            | 1(1wk)          | 65           |                                                                  |
| Verloren grond                                        | 2012                 | 20-03-2019            | 8               | 9            |                                                                  |
| Mijn moeders strijd                                   | 2019                 | 27-03-2019            | 1(2wk)          | 6            | boekenweekessay                                                  |
| Mijn moeders strijd                                   | 2020                 | 13-05-2020            | 35              | 2            | uitgebreide editie van het gelijknamige boekenweekessay uit 2019 |
| In de mist van Golden Gate Park                       | 2024                 | 06-03-2024            | 6               | 11           |                                                                  |